# Embiomyia australis
Embiomyia australis là một loài ruồi trong họ Tachinidae.